# SBAS

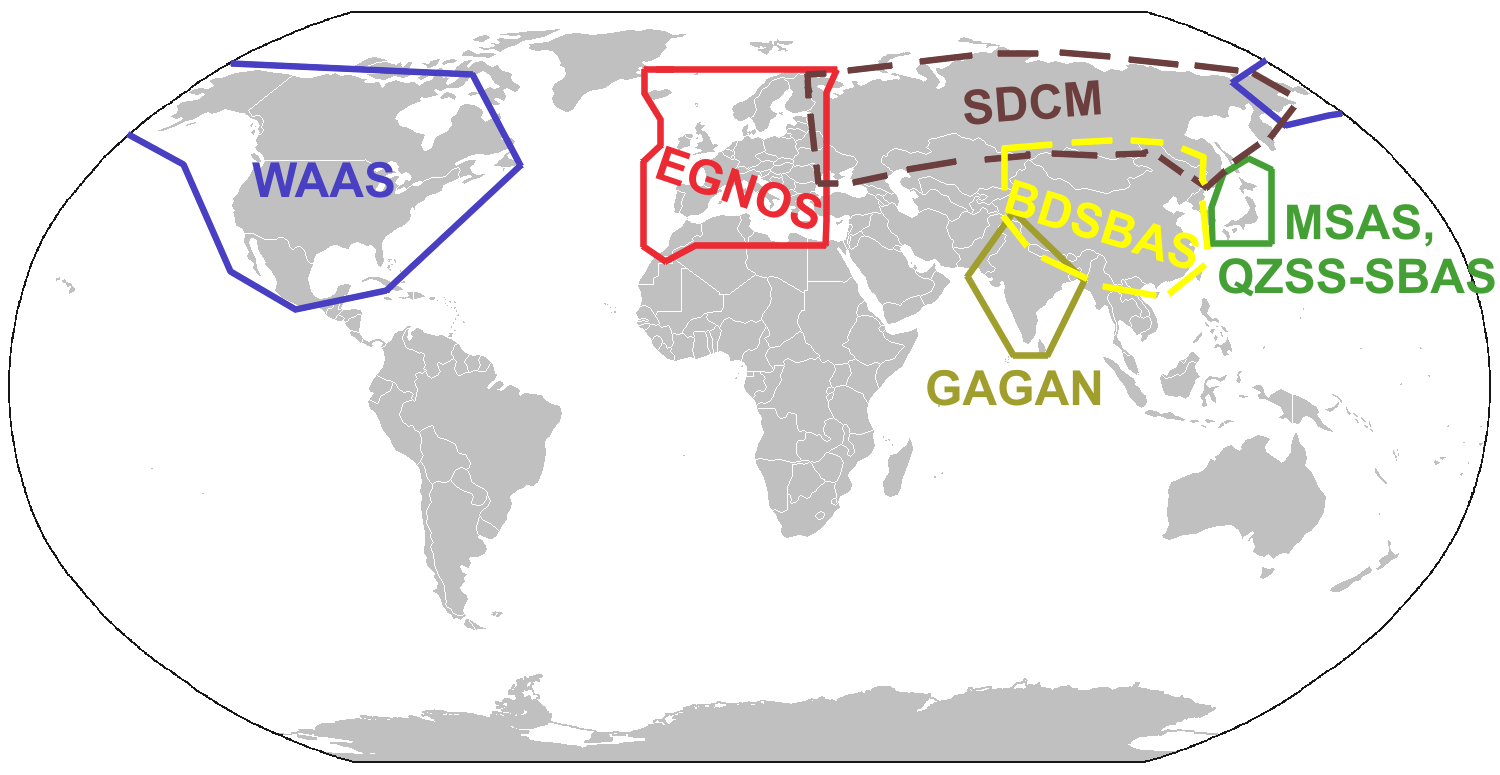
Zonele deservite de sistemele SBAS

SBAS (Satellite Based Augmentation Systems) este un acronim ce definește sisteme complementare de îmbunătățire bazate pe sateliți, pentru a îmbunătății performanțele sistemelor de navigație prin satelit existente. 
SBAS este uneori sinonim cu WADGPS, Wide-Area Differential GPS.
Sistemele SBAS sunt bazate pe sateliți plasați pe orbite medii (MEO), joase (LEO) sau geostaționare (GSO). 
În prezent, există următoarele sisteme SBAS dezvoltate sau în fază de implementare:
Operaționale
- EGNOS (European Geostationary Navigation Overlay Service)
- MSAS (Multi-functional Satellite Augmentation System)
- GAGAN (GPS and Geo Augmented Navigation)
- WAAS (Wide Area Augmentation System), dezvoltat de Federal Aviation Administration (FAA)
- WAGE (Wide Area GPS Enhancement), folosit de către Departamentul Apărării al Statelor Unite ale Americii
- LAAS (Local Area Augmentation System), sistem de aterizare în orice condiții meteorologice
- NTRIP (Networked Transport of RTCM via Internet Protocol), protocol open standard pentru streaming GPS diferențial (DGPS) pe Internet, dezvoltat de  Agenția Germană Federală de Cartografie și Geodezie.

În construcție
- SDCM (Sistem de Corecții Diferențiale și Monitorizare)
- SNAS (Satellite Navigation Augmentation System).

| SBAS  | Țara    | Sateliți                                          | Data lansării                                    |
| ----- | ------- | ------------------------------------------------- | ------------------------------------------------ |
| EGNOS | UE      | Inmarsat-3 F2 (AOR-E) SES-5 Astra-5B              | 6 septembrie 1996 12 iulie 2001 4 februarie 1988 |
| MSAS  | Japonia | MTSAT-1R MTSAT-2                                  | 26 februarie 2005 18 februarie 2006              |
| WAAS  | S.U.A.  | GEO3 (Intelsat Galaxy XV) GEO4 (TeleSat Anik F1R) | 13 octombrie 2005 9 septembrie 2005              |
| GAGAN | India   | GSAT-8                                            | 2010 prima parte 2010                            |
| SDCM  | Rusia   | Luch-5A Luch-5B Luch-5V                           | 2012 2014                                        |

Sistemele deja operaționale ca EGNOS în Europa, sau WAAS în S.U.A., au demonstrat succesul și eficiența SBAS și au determinat și alte țări să demareze implementarea de astfel de proiecte.     
Un sistem SBAS este constituit din trei componente principale: spațială, terestră, și utilizatori. 
- Componenta spațială include sateliții utilizați de sistemul SBAS.
- Componenta terestră cuprinde o rețea de stații de referință care colectează observațiile sistemului de navigație. Aceste observații sunt transmise către stațiile principale, care determină corecțiile pentru efemeridele sateliților, ale ceasurilor și corecțiile ionosferice. Corecțiile calculate, împreună cu informațiile de integritate, sunt transmise către segmentul spațial format din sateliți, care au rolul de a le retransmite către utilizatori.
- Utilizatorii pot combina aceste informații de complementaritate cu propriile măsurători în receptorul de navigație pentru îmbunătățirea preciziei. Precizia estimativă a sistemelor SBAS, variază între 1-3 metri în plan orizontal și 2-4 metri în plan vertical. [1]

## Legături externe
Navipedia.net
- SBAS Fundamentals
- SBAS Systems
- SBAS Standards